# Sebastian Ryall
Sebastian John Henry Ryall (Sydney, 18 luglio 1989) è un ex calciatore australiano, di ruolo difensore.

## Palmarès

### Club

#### Competizioni nazionali
- Premier's Plate: 4

Melbourne Victory: 2008-2009
Sydney FC: 2009-2010, 2016-2017, 2017-2018
- Campionato australiano: 3

Melbourne Victory: 2008-2009
Sydney FC: 2009-2010, 2016-2017
- FFA Cup: 1

Sydney FC: 2017